# 雄川 (群馬県)
雄川（おがわ）は、群馬県甘楽郡甘楽町、富岡市を流れる利根川水系の一級河川烏川支流鏑川の第3次支流である。
流域に構築された「雄川堰」と用水路の水は雄川堰として名水百選のほか、疏水百選、土木学会選奨土木遺産にも選定されている。

## 概要
稲含山に源を発し南東にV字谷を形成し、「雄川堰」から丘陵に沿い蛇行する。平野部でもゆるやかに蛇行を繰り返し鏑川に合流する。
河川の水は雄川堰で止水され一部は灌漑や生活の用水として流れている。
上流の大字秋畑地先には「雄川ダム」が1992年（平成4年）に着工していたが、工事停止状態である。

## 雄川堰
小幡地区の北に構築された雄川堰（別名「大堰」）は、一級河川雄川より取水し、小幡地区の南3km北の「翁橋」下手に高さ約7mの堰堤であり、雄川の表流水を取水している。
開削の時代は不詳であるが、藩政時代以前に「古雄川堰」が存在していたと推考されている。現存する用水は1865年（慶応元年）、7か月と250人の労力で造られ、長さ6m、幅1mの1枚岩を3枚組み合わせた「吹上の石樋」により水を漏れなく下流へ送れるようになった。
小幡地区の南方より取水し、武家屋敷の東側を北流しながら途中で「外馬場堰」で二手に分水され、横町を迂回して再び大手門前で合流し、町屋地区を貫流して下流の水田地帯の灌漑を担っている。また、楽山園（国の名勝）の池の水源となっている。
特に疏水沿いの桜並木は江戸時代初期より現在まで受け継がれ、石積みの疏水は名水百選や疏水百選に選定されている。
2014年（平成26年）、その歴史的背景が評価され国際かんがい排水委員会によるかんがい施設遺産に登録された。

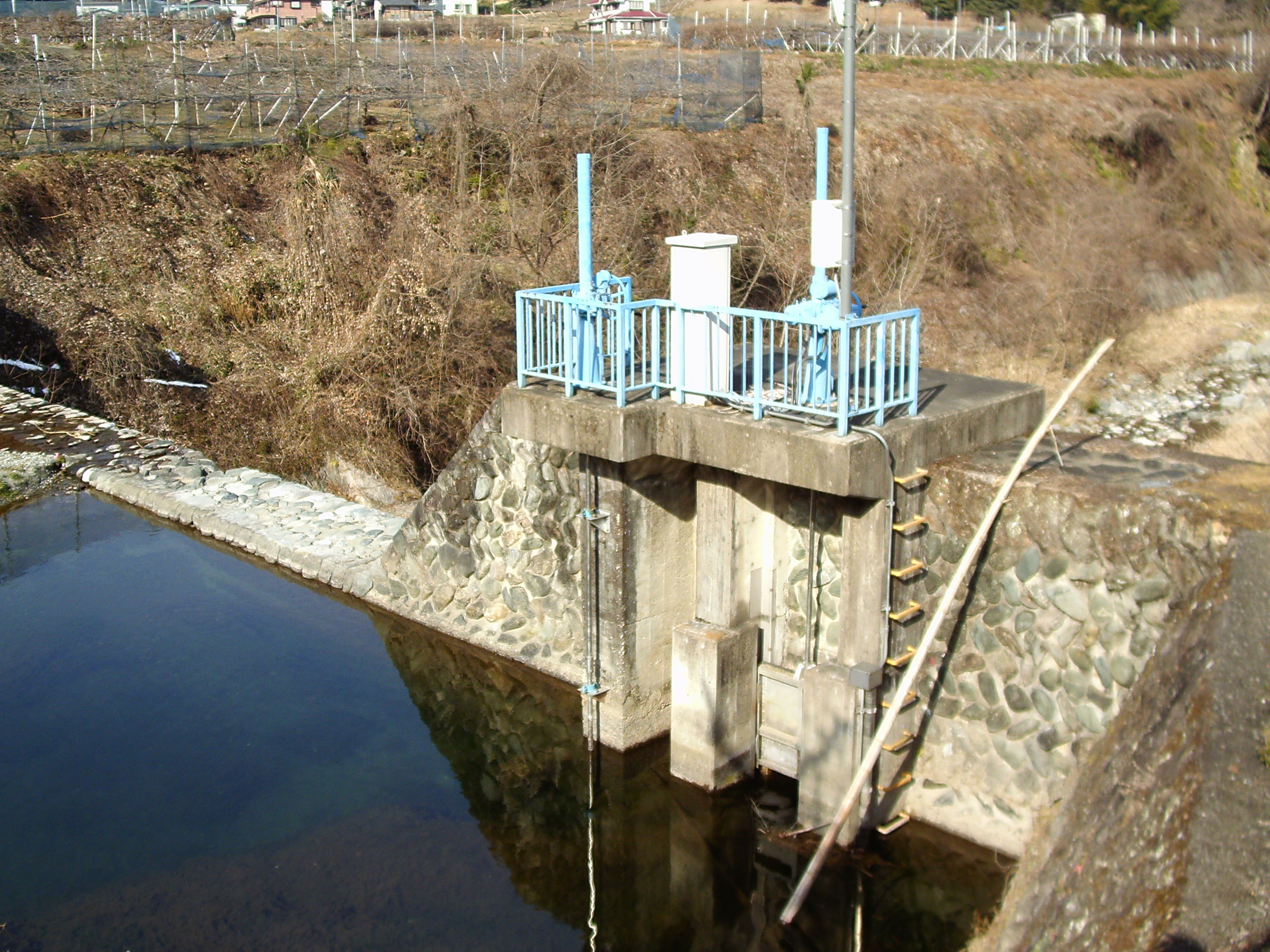
雄川堰取水口
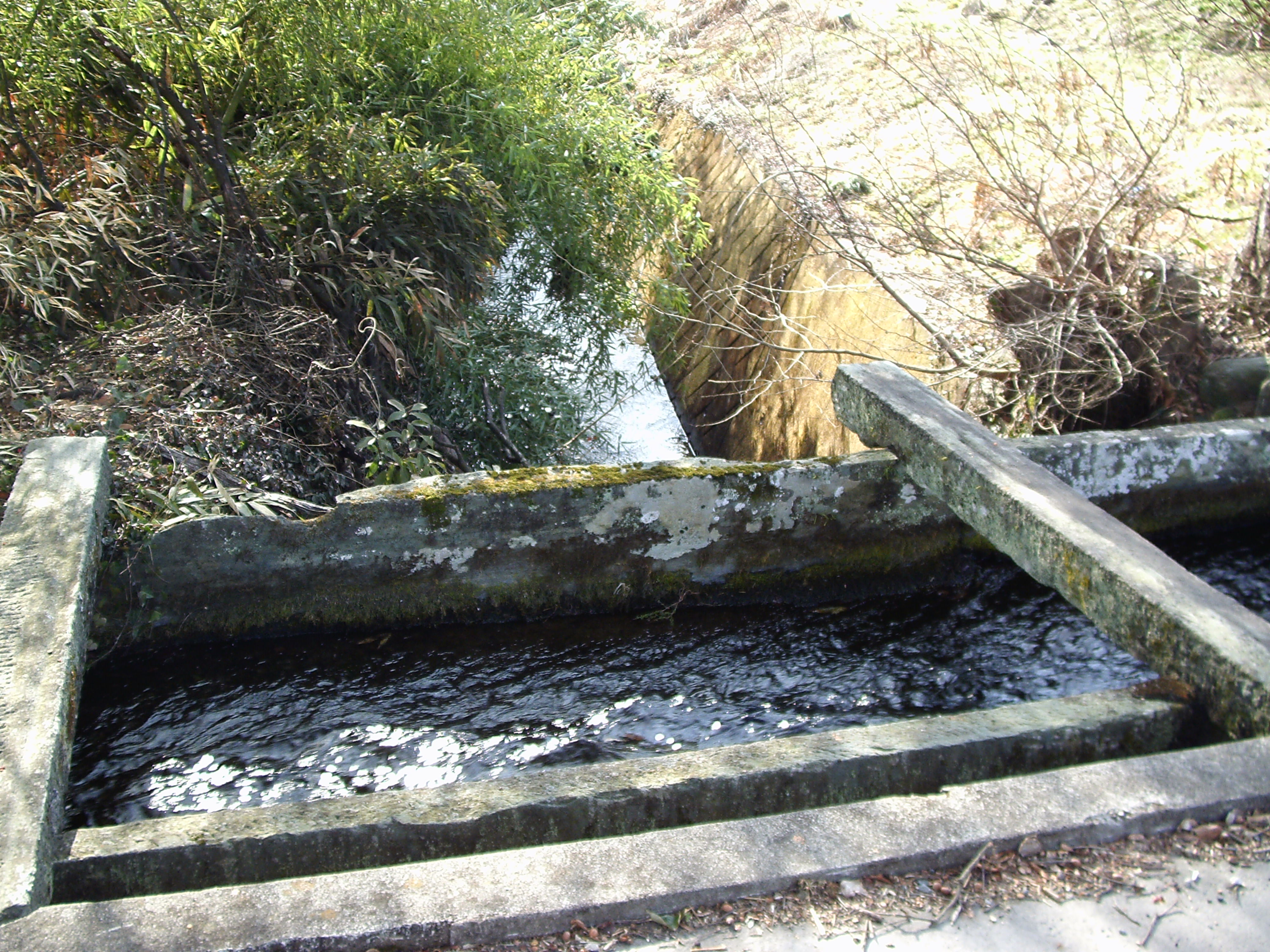
石樋
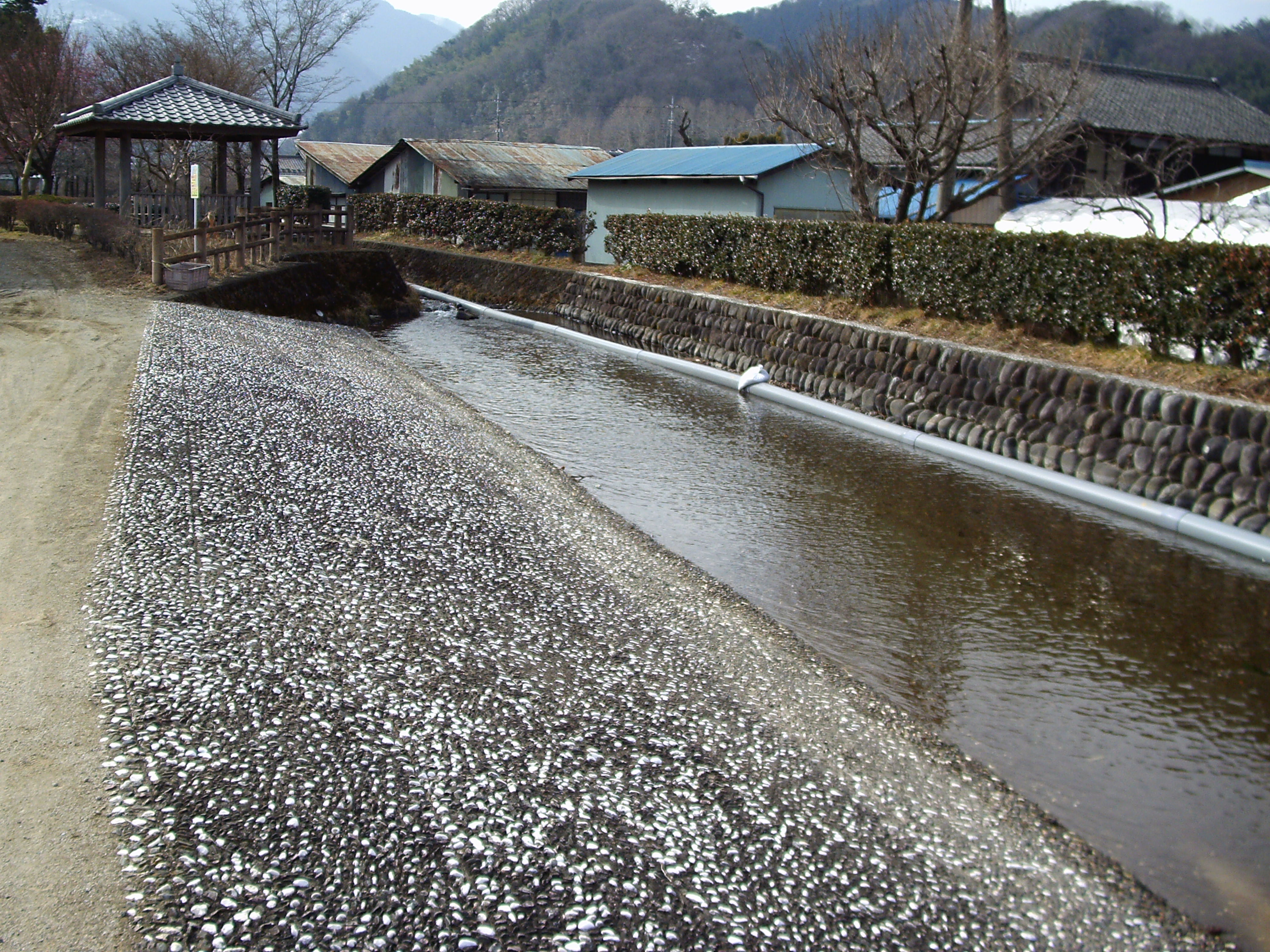
親水公園
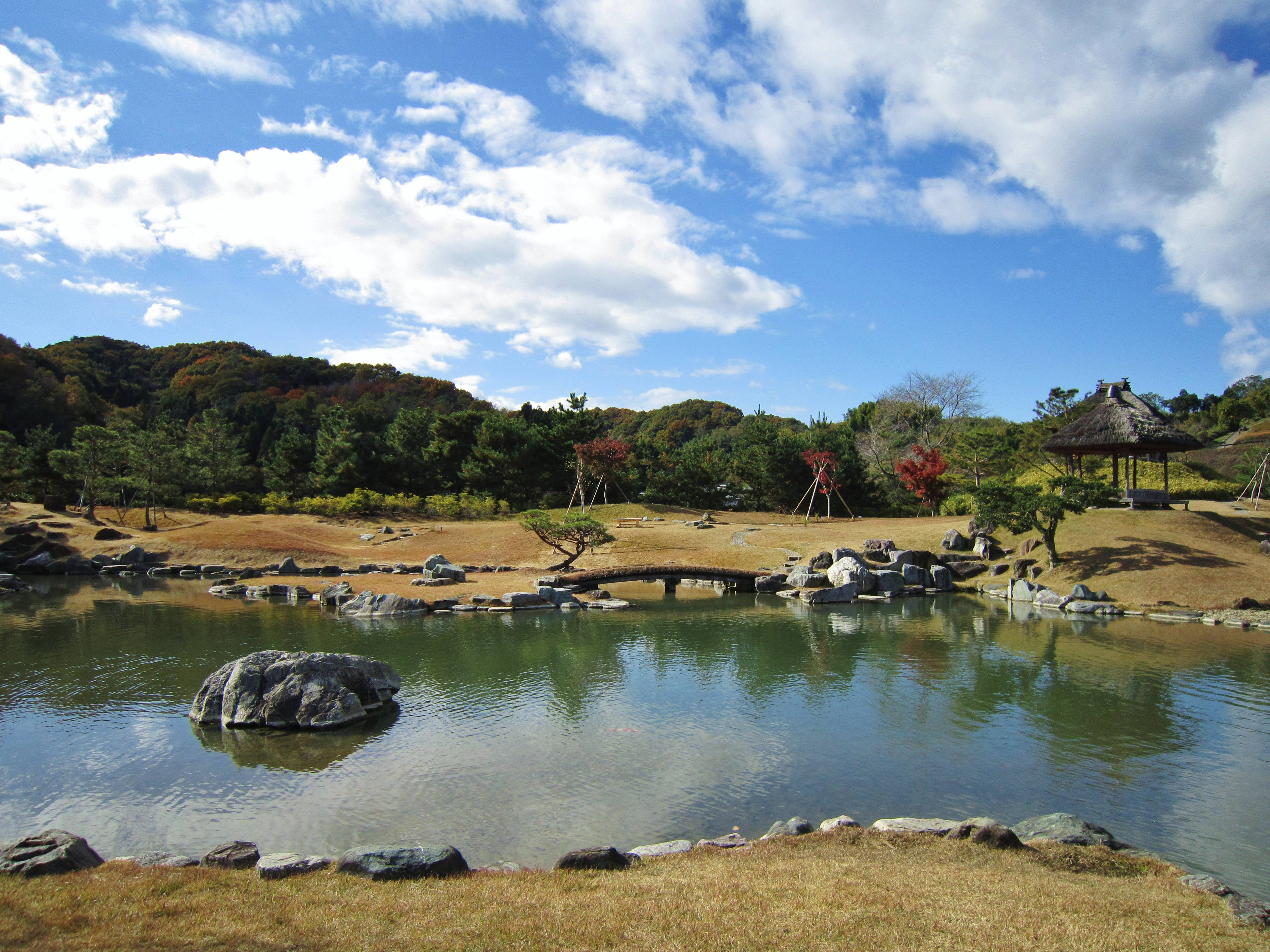
楽山園・昆明池
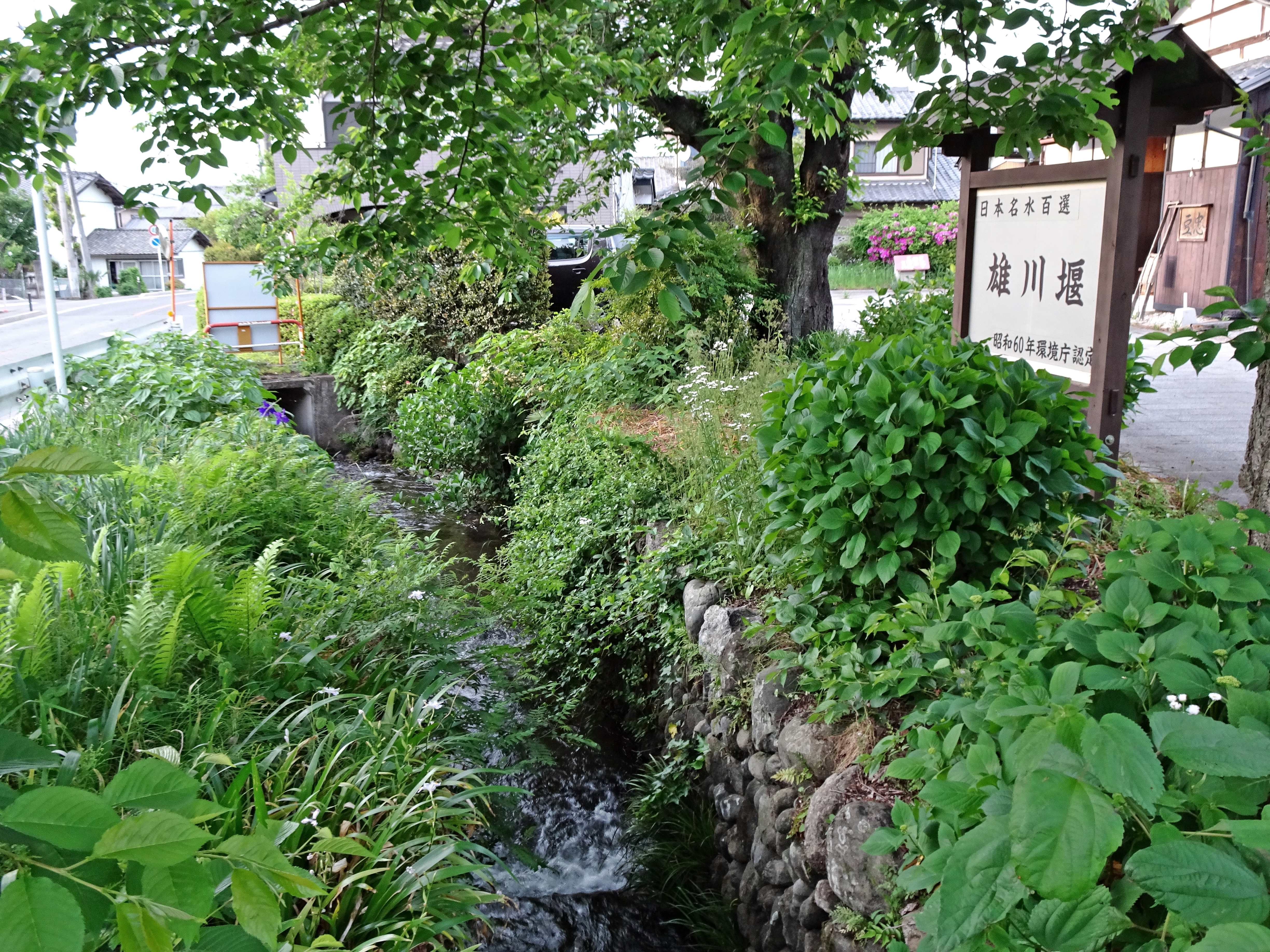
雄川堰の碑
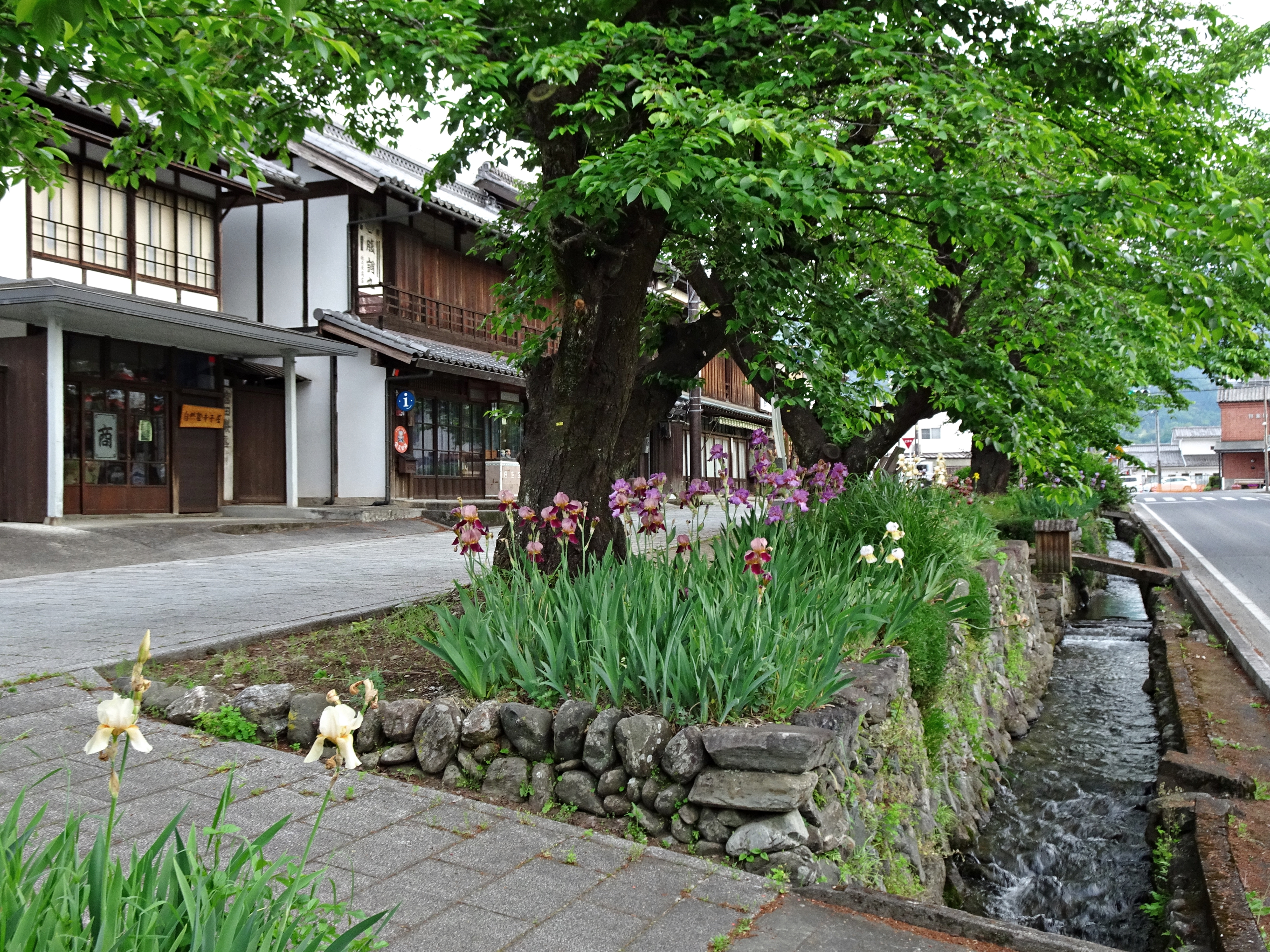
雄川堰からの用水路と家並み（甘楽町小幡）
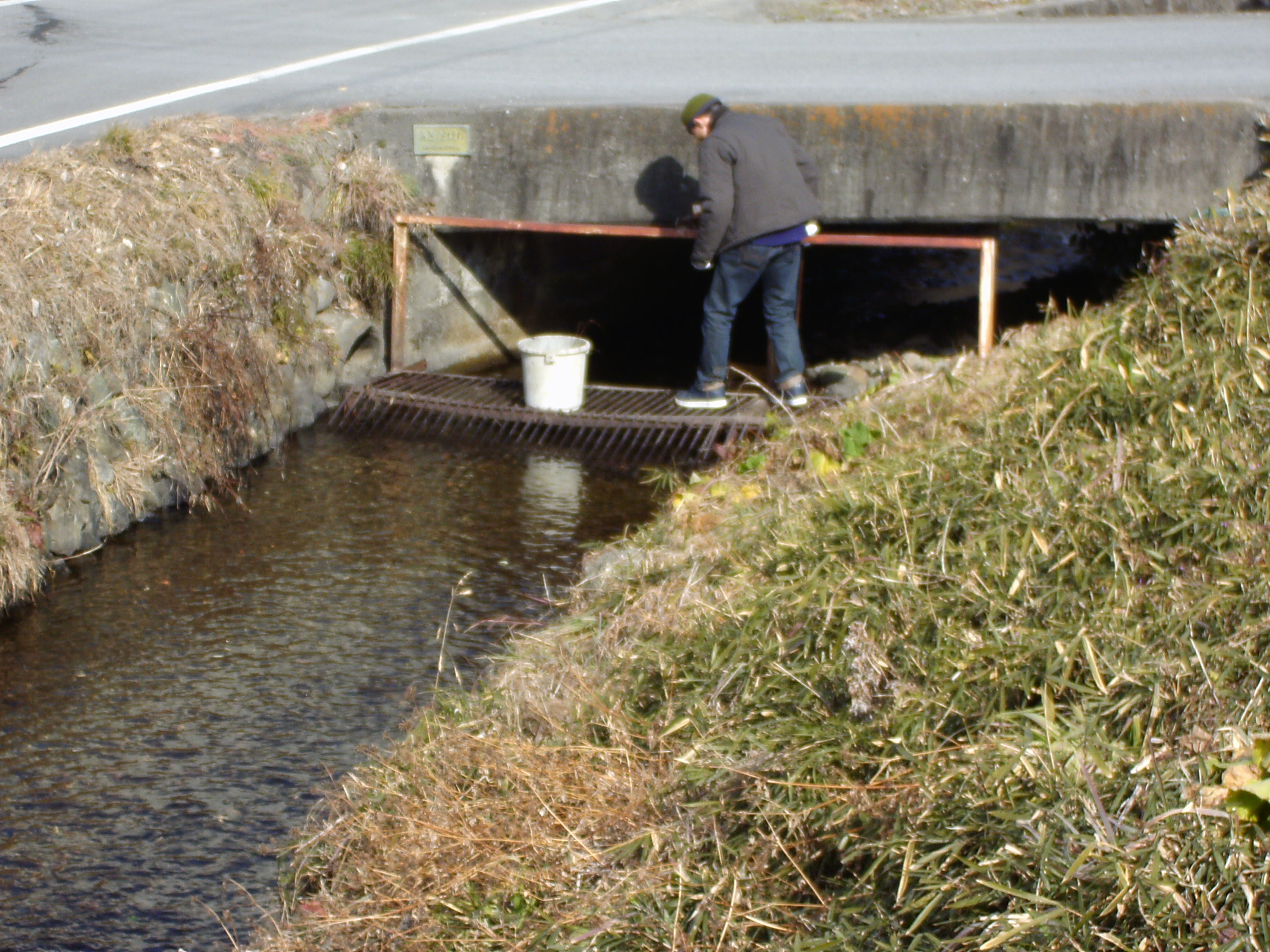
人手による営繕(ゴミ回収)
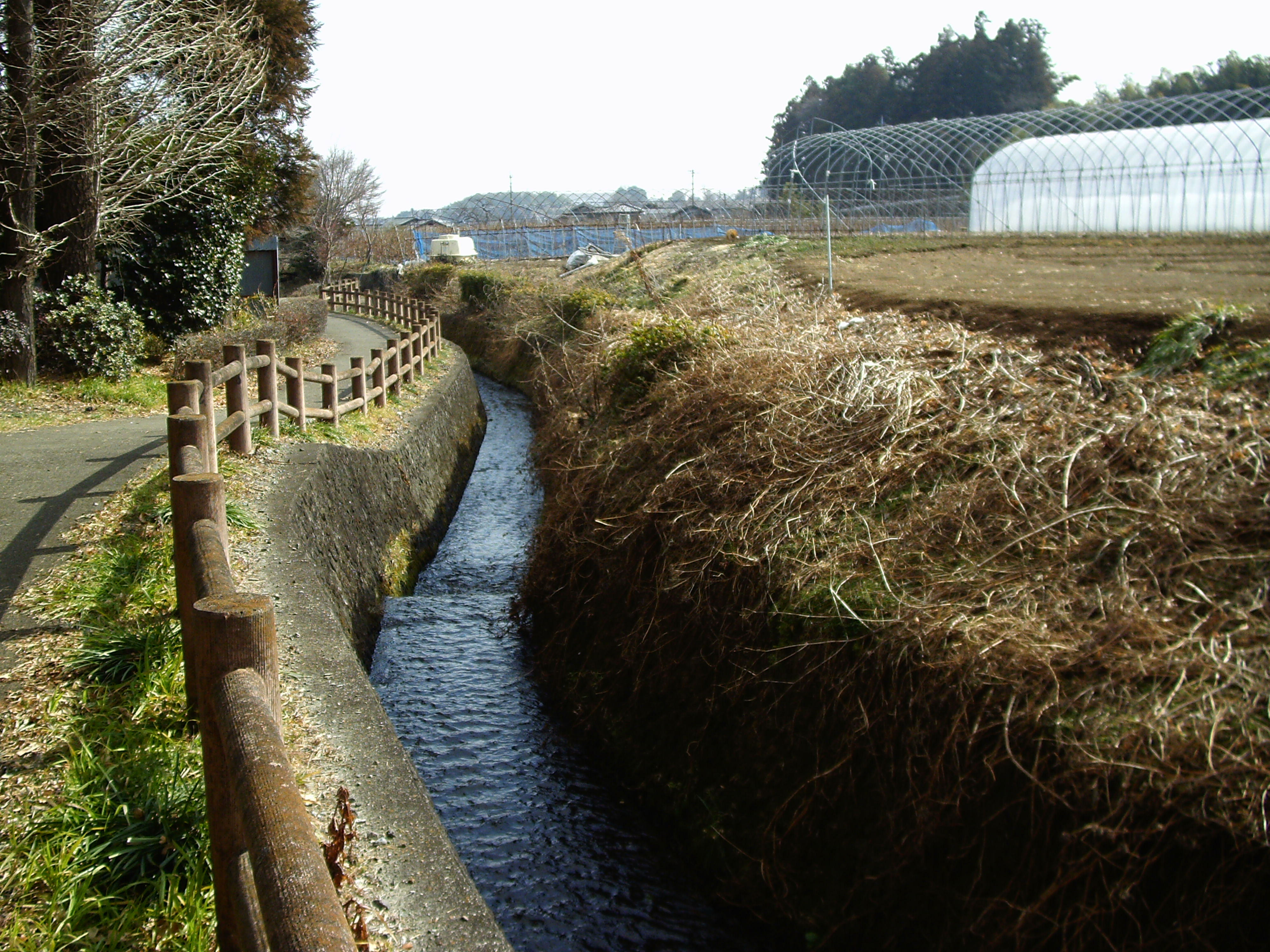
農村畑中を流れる
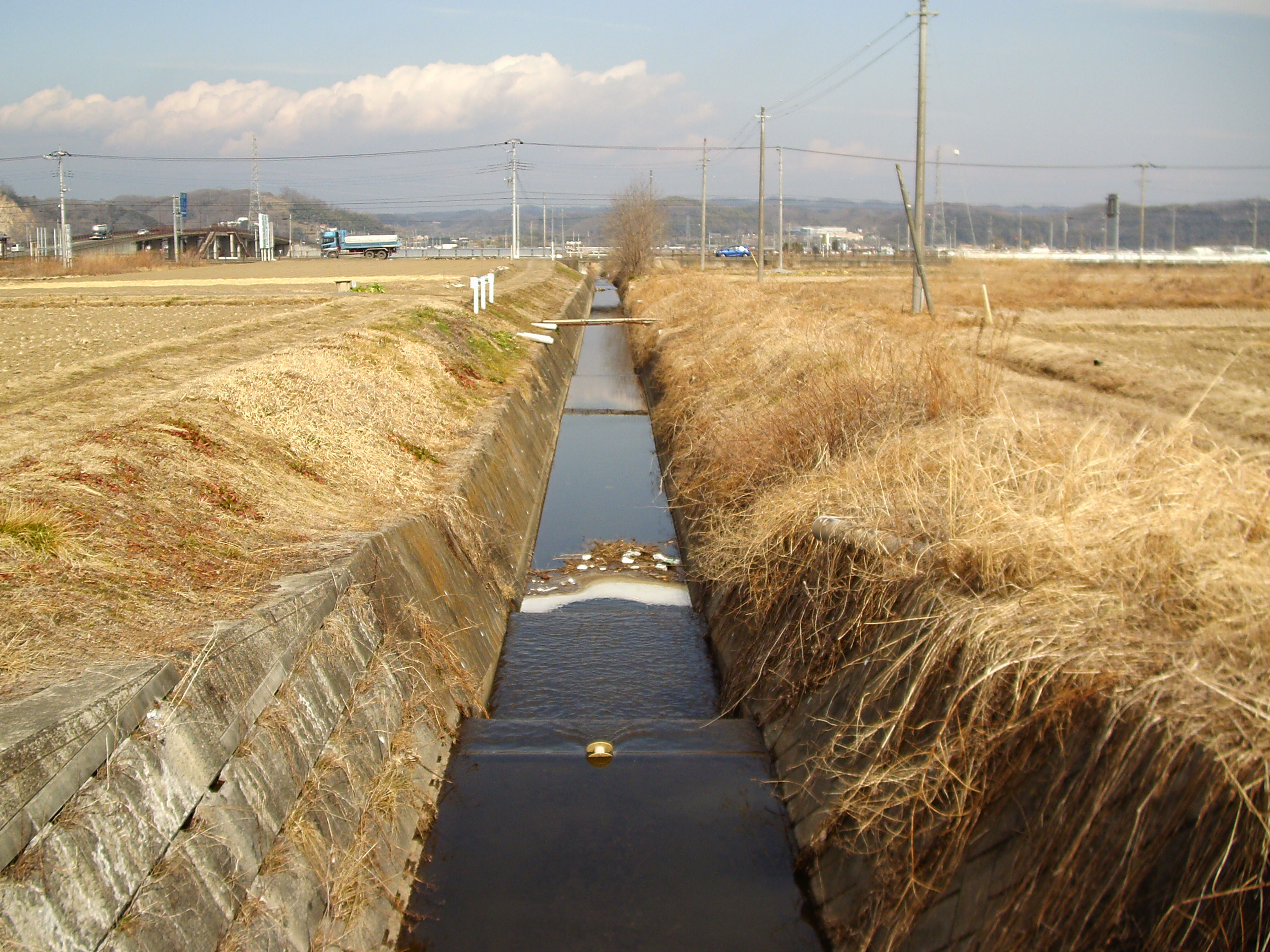
田園地帯では稲作を支える

## 橋梁
- 群馬県道46号富岡神流線
- 大石橋
- 群馬県道46号富岡神流線
- 延慶橋（群馬県道46号富岡神流線）
- 翁橋（群馬県道46号富岡神流線）
- 名称不明
- 小島田橋
- 名称不明
- 裏門橋
- 清水橋（群馬県道46号富岡神流線）
- 金山橋
- 雄川橋（上信越自動車道）
- 下井橋
- 名称不明
- 天王橋
- 寿橋
- 中橋
- 下の橋
- 名称不明